# Переския шиповатая
Переския шиповатая, или Переския колючая, или Барбадосский крыжовник (лат. Pereskia aculeata) — вид быстрорастущих лиан из рода Переския семейства Кактусовые.

## Биологическое описание
Переския шиповатая — лиана, вьющаяся вокруг опоры, длиной до 10 м, с глянцевыми мясистыми продолговато-овальными листьями 3,2-10 см длиной. Цветки собраны в метельчатые соцветия, с очень сильным ароматом, белые, кремовые или розоватые, диаметром 2,5–5 см, многочисленные. Плоды круглые или овальные, лимонного, жёлто-оранжевого или красноватого цвета, 1-2 см в диаметре, окружены листовыми чашелистиками. Внутри плода находится сочная мякоть с несколькими маленькими, коричневыми или чёрными, мягкими семенами.

## Распространение
Родина растения — Антильские острова, Панама и береговая полоса северной части Южной Америки. Барбадосский крыжовник также выращивают во всей тропической Америке, а также в Австралии, Индии, Калифорнии, Израиле, на Филиппинах и на Гавайских островах. В 1979 году его выращивание было запрещено в ЮАР, потому что он быстро распространялся и подавлял естественную растительность.

## Использование
Листья перескии являются традиционным ингридиентом салатов в бразильском штате Минас-Жерайс, а плоды, обладающие прекрасным вкусом, употребляются в свежем и консервированном видах. Также растение выращивают в качестве живой изгороди.

## Галерея
- Цветки
- Общий вид молодого растения
- Переския в ботаническом саду кибуца Эн Геди[англ.]
- Ствол взрослого растения в заповеднике Ilanda Wilds[англ.]
- Centennial Park Conservatory[англ.], Торонто
- Культивар "Godseffiana"